# Hypophagus epipedus
Hypophagus epipedus is een keversoort uit de familie harige schimmelkevers (Cryptophagidae). De wetenschappelijke naam van de soort werd in 1989 gepubliceerd door Ljubarsky.